# Pável Andréyevich Shuválov

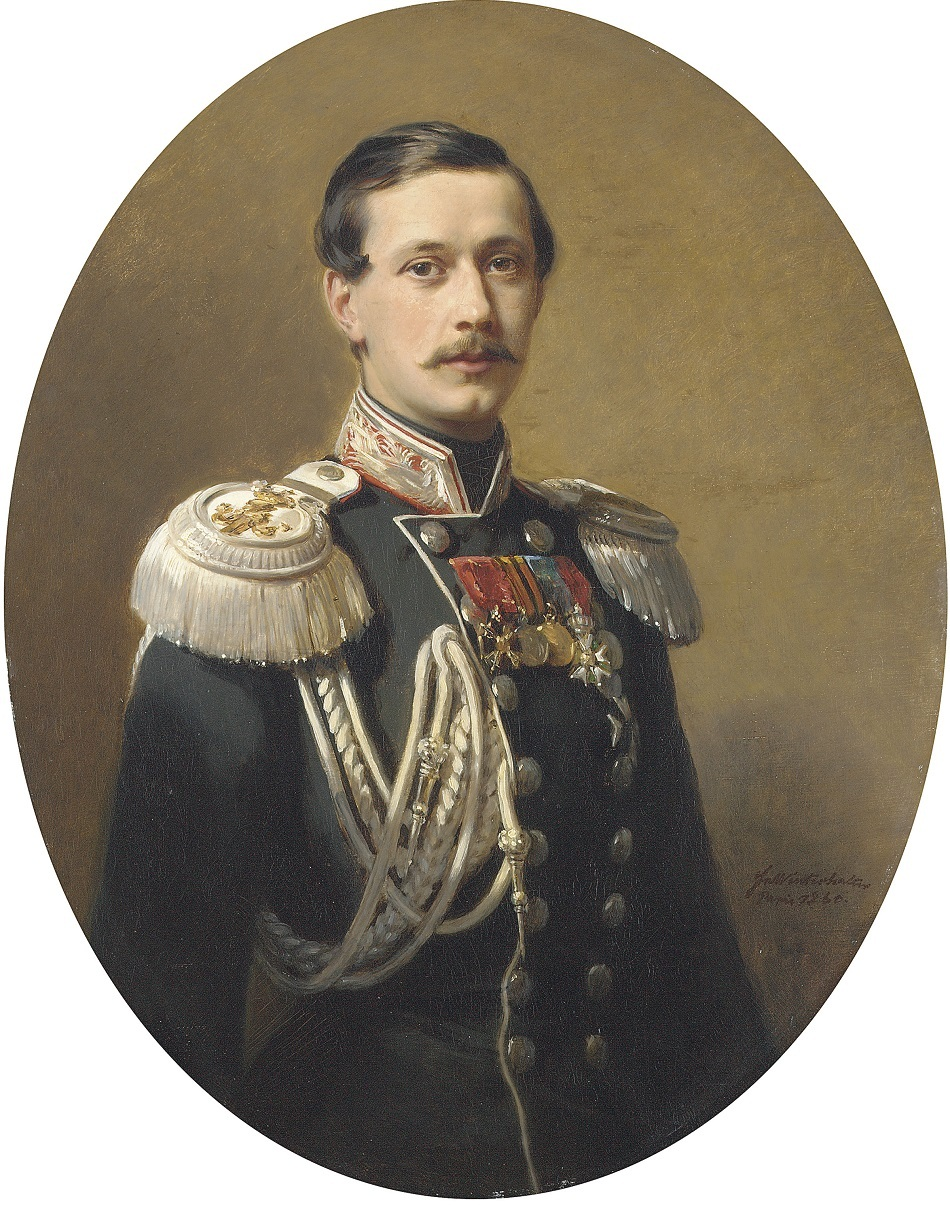
El Conde Shuvalov por Franz Xaver Winterhalter (1860).

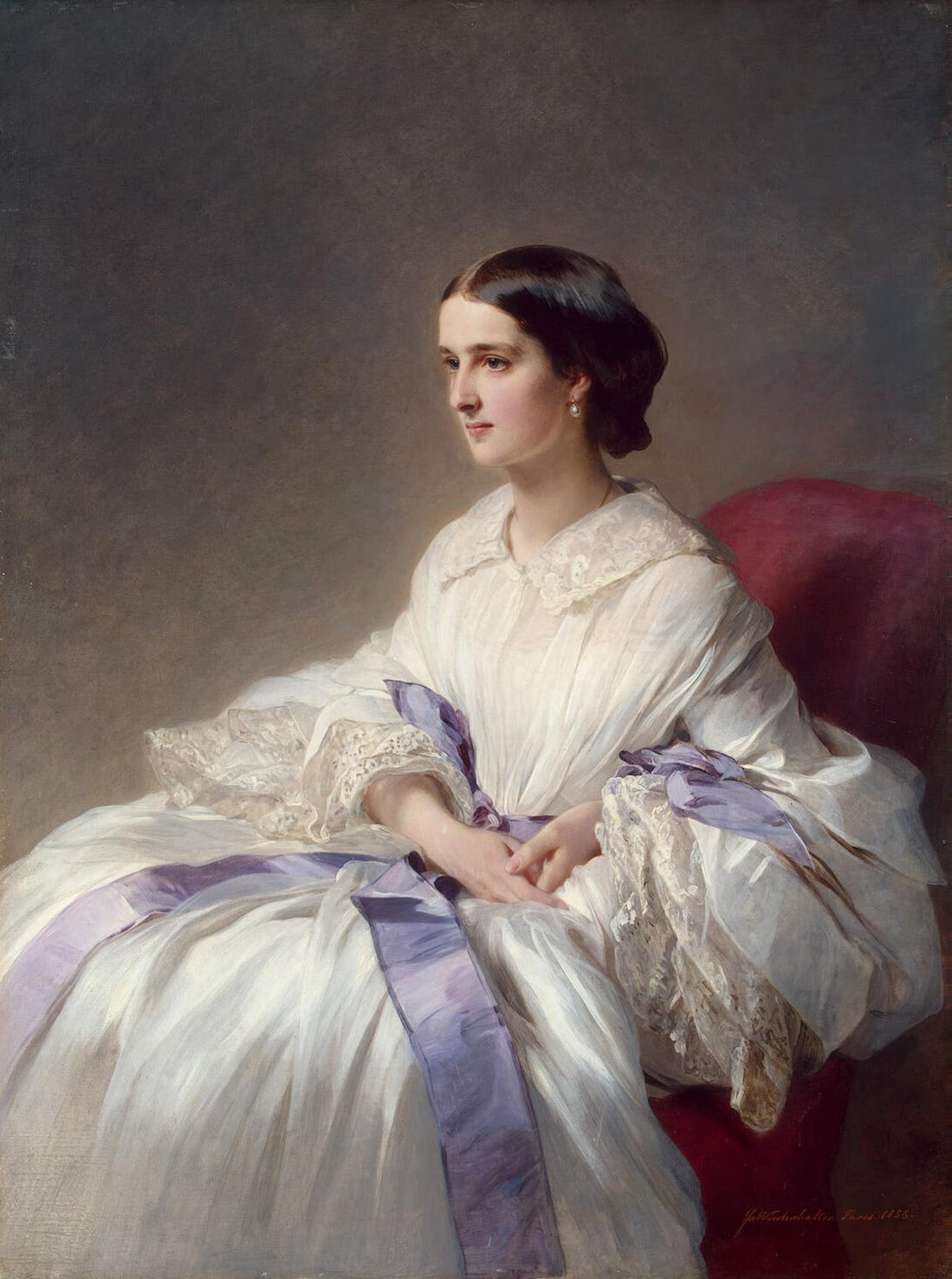
Retrato de Olga Esperovna Beloselskaya-Belozerskaya por Franz Xaver Winterhalter (1858).

El Conde Pável Andréyevich Shuválov (en ruso: Па́вел Андре́евич Шува́лов; Leipzig/San Petersburgo, 25 de noviembre de 1830 - Yalta, 20 de abril de 1908) fue un estadista ruso y hermano del Conde Piotr Andréyevich Shuválov.

## Biografía
Pavel Andreyevich provenía de la familia Shuvalov que ha sido prominente en la cultura y política rusa desde mediados del siglo XVIII. Su padre, el Conde Andrey Petrovich Shuvalov, fue una figura prominente en las cortes de Nicolás I de Rusia y Alejandro II de Rusia. Su madre fue Thekla Ignatyevna Walentinowicz, viuda y heredera del Príncipe Zubov. El Conde Pyotr Andreyevich Shuvalov fue su hermano. El Palacio de Rundāle era una notoria propiedad de la familia.
Después de completar sus estudios en el Cuerpo de Pajes, Pablo sirvió con distinción en la Guerra de Crimea. Su carrera militar fue bastante exitosa y alcanzó su pico cuando recibió el rango de General pleno. Durante la Guerra ruso-turca (1877-1878) estuvo al cargo del personal de la guardia imperial y del Distrito Militar de San Petersburgo. Entre 1885 y 1894, fue embajador en Berlín, dando fin a la guerra comercial entre Rusia y el Imperio alemán en 1894, así como concluyendo el Tratado de reaseguro con Otto von Bismarck. Durante los siguientes años sirvió como Gobernador General de Varsovia. Shuvalov se retiró del puesto en 1896 y pasó el resto de su vida en Yalta.

## Matrimonio e hijos
Contrajo matrimonio en primeras nupcias en San Petersburgo el 25 de julio de 1855 con la Princesa Olga Esperovna Beloselskaya-Belozerskaya (17 de febrero de 1838 - 9 de diciembre de 1869), hija del Príncipe Esper Alexandrovich Beloselsky-Belozersky (San Petersburgo, 27 de diciembre de 1802 - San Petersburgo, 15 de junio de 1846) y de su esposa Yelena Pavlovna Bibikova (septiembre de 1812 - 15 de febrero de 1888), y tuvo descendencia.
Se casó en segundas nupcias en el Palacio de Rundāle el 7 de enero de 1877 con María Alexandrovna Komarova-Lukash (Yvelines, Versalles, 9 de marzo de 1855 - Copenhague, 28 de abril de 1928), hija del profesor Alexander Sergeievich Komarov y de su esposa María Nikolaievna Lukash (c. 1830 - ?), hija de Nikolai Yevgenyevich Lukash (11 de diciembre de 1796 - Moscú, 20 de enero de 1868) y de su esposa la Princesa Alexandra Lukanichna Guidianova (26 de mayo de 1804 - 23 de febrero de 1832/4), y tuvo descendencia.